# I:Scintilla
I:Scintilla ist eine US-amerikanische Rockband, die 2003 gegründet wurde.

## Geschichte
Gegründet wurde die Gruppe 2003 in Chicago, Illinois. Bereits unmittelbar nach ihrer Gründung entstanden, ohne vorherige Demos, die ersten Lieder, die bereits 2004 auf deren erstem Album The Approach, das zunächst noch im Eigenvertrieb verkauft wurde, veröffentlicht wurden.
Nachdem durch eine hohe Live-Präsenz der Bekanntheitsgrad der Band wuchs, unterzeichnete diese einen Plattenvertrag beim belgischen Label Alfa Matrix, unter dem dann 2006 die erste EP erschien. Diese Platte brachte wohlwollende Kritiken seitens der Fachpresse ein und verkaufte sich gut. So stand diese auch vier Wochen lang in den Deutschen Alternative Charts (DAC).
Als Durchbruch von I:Scintilla wird jedoch deren zweites Album, das 2007 erschienene Optics, angesehen. Dieses verbrachte sieben Wochen in den DAC und verhalf der Gruppe zu Popularität in Europa, wo sie vor allem von Angehörigen der Schwarzen Szene gehört wird. Der Klang dieses Albums gilt als weiterentwickelt und bietet neben den bekannten rockigen Elementen auch mehr elektronische Klänge als die Vorgängerscheibe.
2009 erschien die EP Prey on You, im Frühjahr 2010 das dritte Album der Band, unter dem Titel Dying & Falling.

## Diskografie

### Alben
- 2004: The Approach
- 2007: Optics
- 2010: Dying & Falling

### EPs
- 2006: Havestar
- 2009: Prey on You